# King Records MM製作部
King Records MM製作部，正式名稱為「第三創作本部MM製作部」，是日本唱片公司King Records旗下動畫和聲優相關的音樂和影像製作部門。MM製作部由King Records唱片監製三嶋章夫管理，跟同門的另一動畫、聲優相關部門——由King Records常務非執行董事大月俊倫管理的Starchild——是兩個各自獨立的部門。

## 簡介
由於業務性質相似及同屬King Records，MM製作部和Starchild常常被外界互相比較。和Starchild不同的是，MM製作部沒有旗下藝人，一般參與的藝人都是King Records旗下藝人（聲優）。
2008年，MM製作部的總經理是《魔法少女奈葉StrikerS》總監、《BLUE DROP》企劃的田中勇，業務代表是高田耕司。
2016年2月1日，MM製作部正式與STARCHILD合併為KING AMUSEMENT CREATIVE。

## 參與動畫
- 魔法少女奈葉系列
  - 魔法少女奈葉（電視動畫，2004年）
  - 魔法少女奈葉A's（電視動畫，2005年）
  - 魔法少女奈葉StrikerS（電視動畫，2007年）
  - 魔法少女奈葉 The MOVIE 1st（劇場版，2009年）
- BLUE DROP（電視動畫，2007年）
- WHITE ALBUM（電視動畫，2009年）

## 參與藝人
- 水樹奈奈
- 田村由香里[2]
- 宮野真守
- Suara（FIX唱片旗下）
- 富田麻帆
- 水瀨祈
- 蒼井翔太